# Пасько Євдокія Борисівна
Пасько Євдокія Борисівна (рос. Пасько Евдокия Борисовна; 30 грудня 1919 —27 січня 2017, Москва) — радянська льотчиця, Герой Радянського Союзу (1944). В роки німецько-радянської війни штурман авіаційної ескадрильї 46-го гвардійського нічного бомбардувального авіаційного полку (325-а нічна бомбардувальна авіаційна дивізія, 4-а повітряна армія, Другий Білоруський фронт), гвардії старший лейтенант.

## Біографія
Народилася 30 грудня 1919 року у селі Ліпенка (нині — Джеті-Огузький район Іссик-Кульської області Киргизстану) в селянській родині. Українка. Член ВКП(б) з 1943 року.
Після закінчення середньої школи у 1938 році вступила на механіко-математичний факультет Московського державного університету. До початку німецько-радянської війни закінчила 3 курси.
У жовтні 1941 року за мобілізацією ЦК ВЛКСМ вступила до лав РСЧА. Закінчила прискорений штурманський курс при Енгельсській авіаційній школі. Учасник німецько-радянської війни з 27 травня 1942 року. У складі 46-го гвардійського (588-го) нічного бомбардувального авіаційного полку пройшла шлях від сержанта, стрільця-бомбардира до старшого лейтенанта, штурмана авіаційної ескадрильї. Воювала на Південному, Північно-Кавказькому і 2-у Білоруському фронтах.
За період бойових дій на літакові По-2 здійснила 780 бойових вильотів з бойовим нальотом 1040 літако-годин. На ворожі позиції те вузли комунікацій скинула 93900 кг бомбового навантаження. За неповними даними викликала у стані ворога 137 великих пожеж, 109 вогнищ пожару, знищила 4 склади з пальним та 2 з боєприпасами, 2 паровози, 2 прожектори, 9 автомашин, подавлено вогонь 8 артилерійських точок, знищено жо 2-х взводів піхоти, розкидано понад 2 мільйони листівок.
По закінченні війни вийшла у відставку. Закінчила механіко-математичний факультет Московському державному університеті. Захистила дисертацію й здобула вчений ступінь кандидата наук. Працювала старшим викладачем Московського вищого технічного училища імені Баумана.
Мешкала у Москві, де і померла 27 січня 2017 року. Похована на Троєкурівському цвинтарі.

## Нагороди і почесні звання
Указом Президії Верховної Ради СРСР від 26 жовтня 1944 року за вміле керівництво штурманським складом ескадрильї, здійснення 780 нічних бойових вильотів з високою ефективністю та виявлені при цьому мужність, героїзм і відвагу, штурманові авіаційної ескадрильї гвардії старшому лейтенантові Пасько Євдокії Борисівні присвоєне звання Героя Радянського Союзу з врученням ордена Леніна і медалі «Золота Зірка» (№ 4499).
Нагороджена також орденом Червоного Прапора (05.05.1943), двома орденами Вітчизняної війни 1-го ступеня (30.10.1943, 06.04.1985), двома орденами Червоної Зірки (09.09.1942, 26.04.1944), медалями.